# Wilhelm Blos

Wilhelm Blos

Wilhelm Josef Blos (* 5. Oktober 1849 in Wertheim; † 6. Juli 1927 in Stuttgart-Cannstatt) war ein deutscher Journalist, Historiker, Schriftsteller und Politiker. Blos war Mitglied des Reichstags für die SPD und erster Staatspräsident des Volksstaates Württemberg. Als Journalist war er u. a. erster verantwortlicher Redakteur (Sitzredakteur) der Satirezeitschrift Der Wahre Jacob. Für den Wahren Jacob schrieb er unter dem Pseudonym Hans Flux, eine Schrift erschien unter dem Pseudonym A. Titus.

## Leben
Beim Tod seines Vaters, des Landarztes Aloys Blos, war Wilhelm sieben Jahre alt. Der Stiefvater misshandelte ihn. Ab dem Jahr 1863 lebte er bei den Großeltern und besuchte das Lyzeum in Wertheim. Später verklagte er seinen Stiefvater erfolgreich wegen Erbschleicherei. Eine Kaufmannslehre in Mannheim brach Wilhelm ab, holte das Abitur nach und studierte ab 1868 Geschichte und Philologie an der Universität Freiburg. Dort schloss er sich dem Corps Rhenania Freiburg an.
Blos brach das Studium jedoch nach drei Semestern aus Geldnot ab und wurde Journalist. Bis 1875 arbeitete er bei wechselnden, teils sozialdemokratischen Zeitschriften. Die kurze Zeit beim Konstanzer Volksfreund brachte ihm eine Anklage wegen Pressevergehens ein. In Nürnberg wurde er im Jahr 1872 Mitglied der SDAP. In Eisenach lernte er August Bebel und Wilhelm Liebknecht kennen. Da Bebel, Liebknecht und Adolf Hepner verhaftet wurden, sollte Blos beim Volksstaat die Redaktionsarbeit übernehmen. Während der Arbeit am Volksstaat wurde Blos 1874 zu einer dreimonatigen Haftstrafe wegen Pressevergehens verurteilt. Karl Marx lernte er 1874 nach der Verbüßung seiner Haftstrafe kennen.
Im Jahr 1875 gründete er in Mainz den Mainzer Eulenspiegel, ein wöchentlich erscheinendes Satireblatt. Binnen kurzem wurde er erneut angeklagt und inhaftiert. Auf dem Gothaer Vereinigungskongress im Mai 1875 vertrat Blos, damals in Mainz wohnend, 125 Parteimitglieder aus Mainz und Gartenfeld. Bei den Reichstagswahlen 1877 und 1881 gewann er den Wahlkreis Reuß ältere Linie für die SPD.
Von Herbst 1875 an arbeitete Blos in Hamburg bei dem von Wilhelm Hasselmann neu gegründeten Hamburg-Altonaer Volksblatt. Die Stelle als Redakteur neben dem Arbeiterdichter Jacob Audorf (1875–1877) behielt er bis 1880. Auch an der Gerichtszeitung arbeitete Blos neben Ignaz Auer. Die Verabschiedung des Sozialistengesetzes am 19. Oktober 1878 beendete jedoch das Erscheinen vieler sozialdemokratischer Zeitschriften. Im eher liberalen Hamburg zögerte sich seine Durchsetzung jedoch noch hinaus. Im Jahr 1879 war Blos durch den Verleger Johann Heinrich Wilhelm Dietz erster „verantwortlicher“ Redakteur der monatlichen Satirezeitschrift Der wahre Jacob, die bereits Ende des Jahres ihr Erscheinen einstellen musste. Nach der Verhängung des Kleinen Belagerungszustands am 29. Oktober 1880 wurden Blos, Auer und andere Sozialdemokraten von den Reichsbehörden aus Hamburg und Preußen ausgewiesen.

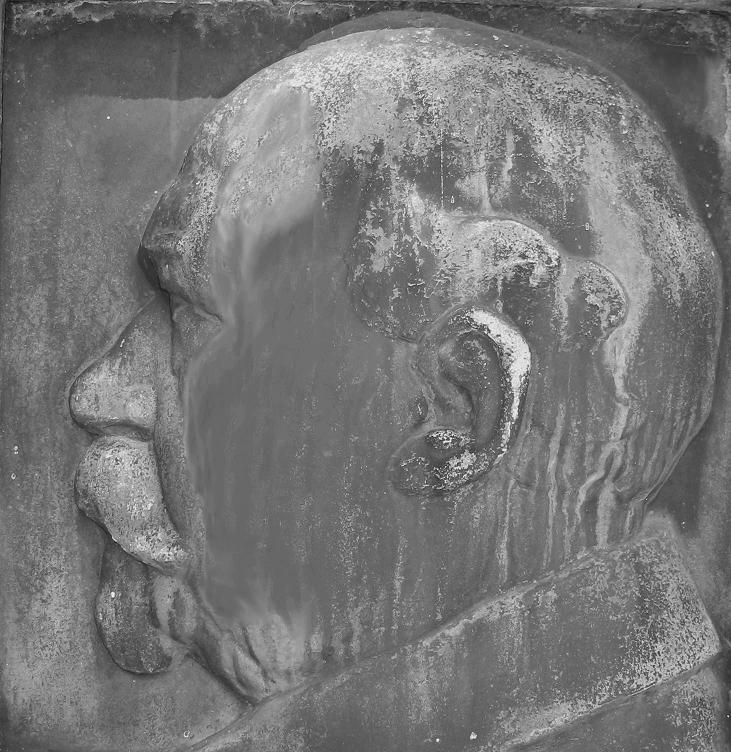
Porträtrelief von Wilhelm Blos auf seinem Grabstein in Stuttgart

Nach Aufenthalten in Mainz und Bremen holte ihn Dietz 1883 nach Stuttgart, wo die Sozialdemokraten weniger scharf verfolgt wurden. Dort arbeitete er auch als Korrektor für Die Neue Zeit. Nur 1884 schrieb er monatlich ‚quasi offiziell‘ unter dem Kürzel „W. B.“ eine „Politische Rundschau“.
Beim Dampfersubventionsstreit (1884/1885) innerhalb der sozialdemokratischen Reichstagsfraktion war Blos ein entschiedener Befürworter dieses Gesetzes. Er gehörte der sogenannten „Preßgalgenkommission“ an, die den Züricher Sozialdemokrat inhaltlich zensieren wollte. Schon 1881 hatte er im Reichstag gesagt: „daß unter uns sozusagen zwei Parteien bestehen, eine gemäßigte und eine extreme oder revolutionäre, wie er sie genannt hat. Ich möchte diese Eintheilung etwas anders machen. Es sind vielmehr die zwei Parteien eine ausländische und eine einheimische; so wird die Sache wohl liegen.“ Der konservative Autor W. Krieter schrieb 1887:„Die Herren Geiser, Blos und Frohme, deren Geisteserzeugnisse in den Dietz'schen Zeitschriften meist zum Abdruck gelangen, haben das gleiche Interesse. […] Die vieljährige Übung dieser gemäßigten Schreibweise bleibt natürlich auch nicht ohne Einfluß auf die Denkweise selbst.“
Ab 1884 wurde Der Wahre Jacob in Stuttgart neu herausgegeben. Blos schrieb einige Artikel, Satiren und Gedichte für dieses Blatt. Das Berliner Volksblatt führte ihn von 1884 bis 1890 als Sitzredakteur, der für Fälle der Anklage verantwortlich zeichnete. Am 1. Januar 1891 erschien in Berlin das zentrale Organ der SPD Berliner Volksblatt. Zentralorgan der Sozialdemokratischen Partei Deutschlands. Chefredakteur war Wilhelm Liebknecht. Blos war für kurze Zeit Mitredakteur der Zeitung.
Bei den Reichstagswahlen 1884 bis 1912 wurde er mit Unterbrechungen als Abgeordneter des Reichstagswahlkreis Herzogtum Braunschweig 1 Braunschweig–Blankenburg gewählt. Blos hat nach eigener Aussage „unter den parlamentarischen Gestirnen […] nicht geglänzt“. Politisch plädierte Blos ab den 1890er Jahren für ein Bündnis mit den Liberalen und bekannte sich zum Reformismus.
Im Jahr 1890 wurde das Sozialistengesetz aufgehoben, und er widmete sich seinen historischen Forschungen. Seine Publikationen umfassen zwei Romane mit sozialkritischer Tendenz, Übersetzungen, Arbeiten zur Revolution 1848/49, zum Bauernkrieg und die autobiografischen Arbeiten Denkwürdigkeiten eines Sozialdemokraten und Von der Monarchie zum Volksstaat. Horst Krause kommt zu dem Urteil: „Seine Geschichtsschreibung wies ihn zwar nicht als großen Wissenschaftler aus […], daß ihm in historischen Fragen von bedeutenden Persönlichkeiten seiner Partei und über die Parteigrenzen hinaus nicht nur Kompetenz attestiert worden ist, sondern daß er ein breites Publikum gefunden und […] das politische Bewußtsein seiner Zeitgenossen mitgeprägt hat.“ 1905 heiratete er Anna Tomasczewska, die Mitglied im Landesvorstand der SPD Württemberg war.
Blos war ein aktiver und bedingter Befürworter der Bewilligung der Kriegskredite am 4. August 1914 sowie der Burgfriedenspolitik der SPD-Reichstagsfraktion.

Wilhelm Blos, Porträt durch Oskar Obier, Öl auf Leinwand im Staatsministerium Baden-Württemberg, Villa Reitzenstein

Nach der Novemberrevolution übernahm Wilhelm Blos am 9. November 1918 die Regierung als Ministerpräsident (ab 1919 mit der Amtsbezeichnung Staatspräsident) und Außenminister des freien Volksstaates Württemberg. Wilhelm Blos hatte das Amt des Ministerpräsidenten nie angestrebt, er hatte sich zu diesem Zeitpunkt bereits aus der aktiven Politik zurückgezogen und sich auf seine journalistische Tätigkeit konzentriert. Am 9. November 1918 hatte er lediglich seine Frau Anna Blos zu einer Sitzung des Landesvorstands der SPD Württemberg begleiten wollen. Dass die Wahl auf Blos fiel, begründete sich wohl aus seiner moderaten politischen Haltung, die ihm in diesem Moment integrative Kraft verlieh und ihm die Zustimmung sowohl der bürgerlichen Kräfte und der Radikaldemokraten wie die der Sozialdemokratie und der Räte sicherte. Die Regierung wurde zunächst nur von der SPD und der USPD gebildet. Am 11. November traten auch Minister aus bürgerlichen Parteien in die Regierung Blos ein, nachdem der König sie von ihrem Treueid entbunden hatte. Am 30. November 1918 dankte König Wilhelm II. von Württemberg offiziell ab. Er hatte die Hauptstadt Stuttgart bereits am 9. November 1918, nach der Erstürmung seines Palais, verlassen und nahm auf die neu gebildete revolutionäre Regierung Blos keinen Einfluss. Am 12. Januar 1919 fand die Wahl zur Verfassunggebenden Landesversammlung statt, die Blos im Amt bestätigte. Im Juni 1920 erlitten die Sozialdemokraten eine empfindliche Niederlage bei der ersten regulären Landtagswahl, was zum Rücktritt von Blos führte. Nachfolger als württembergischer Staatspräsident wurde Johannes von Hieber.
In seiner Schrift Marx oder Bakunin? Karl Marx und Friedrich Engels. Demokratie oder Diktatur? „verstieg [er] sich sogar zu einer plakativen Gleichsetzung von Bolschewismus und Bakunismus.“ Wilhelm Keils Memoiren werden neben den Erinnerungen von Blos zu den erwähnenswerten sozialdemokratischen Revolutionsdarstellungen für Württemberg gerechnet. In diesem Werk bekennt Wilhelm Blos eingangs: „Die nun eintretende Spaltung der Sozialdemokratie war an sich zu bedauern. Sie lähmte die Aktionskraft der Partei zum guten Teil. Aber sie brachte auch den unschätzbaren Gewinn, daß alle die Hyporadikalen und mit ihnen die Krakehler, die durch lange Jahre das innere Parteileben gestört und verwirrt, nun plötzlich draußen waren. […] Das ganze unaufhörliche Gejammer über die Spaltung erschien übertrieben […]. Ich forderte dort die Ersetzung des ‚greisenhaften‘ Erfurter Parteiprogramms durch ein zeitgenössisches, was aber leider erst spät ausgeführt wurde.“
Nach seinem Amtsende am 23. Juni 1920 zog sich Blos ins Privatleben zurück. Er und seine Frau Anna befanden sich in schwierigen finanziellen Verhältnissen, da er nach seiner Amtsniederlegung nur eine „kleinliche“ Pension empfing. „Zurückgezogen und von seiner Partei enttäuscht“, starb Wilhelm Blos am 6. Juli 1927 in Stuttgart.

## Ehrungen

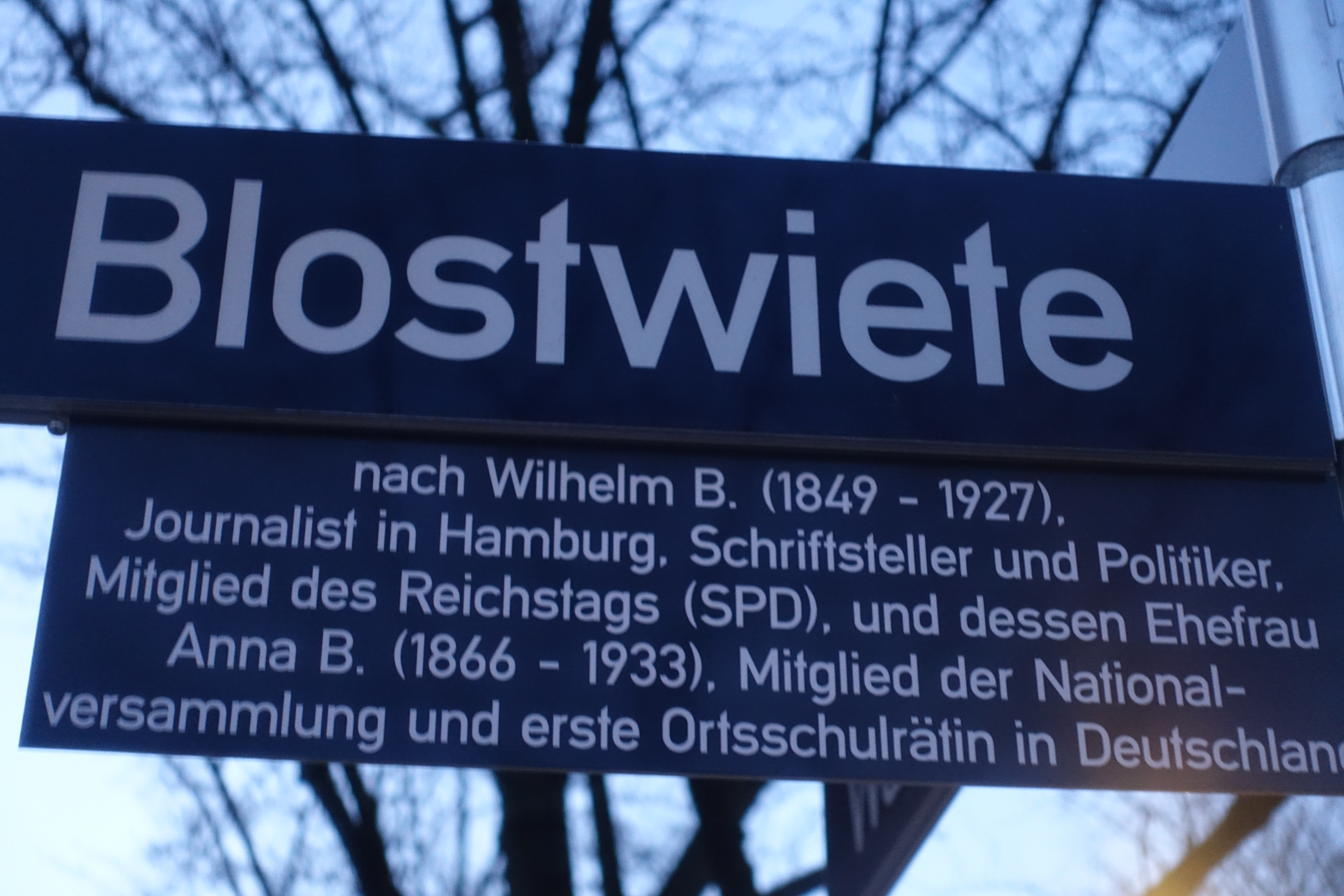
Straßenschild in Hamburg-Horn

Er ist (zusammen mit seiner Frau) Namensgeber des Bloswegs und Blostwiete in Hamburg-Horn, der Wilhelm-Blos-Straße in Ludwigsburg und Stuttgart, sowie der Wilhelm-Blos-Straße in Wertheim am Main und in Berlin-Mahlsdorf.

## Werke

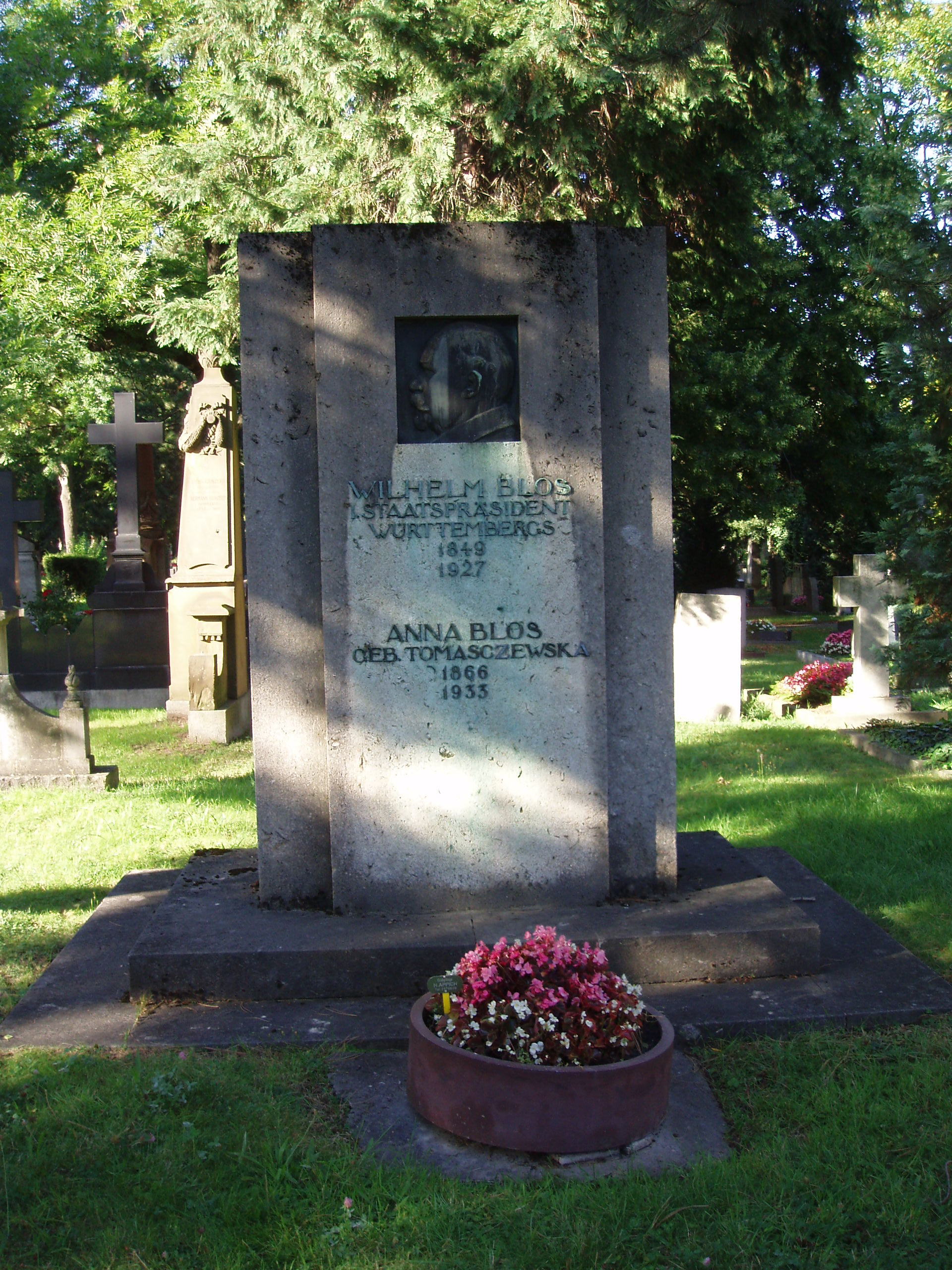
Grab von Wilhelm Blos auf dem Pragfriedhof in Stuttgart

### Selbständige Schriften
- Blut und Eisen. Die Entstehung des Krieges von 1866 nach den Enthüllungen Lamarmora's und der Streit zwischen Bismarck und Lamarmora. Rübner, Chemnitz 1874.
- Zur Geschichte der Kommune von Paris. Genossenschaftsbuchdruckerei, Nürnberg 1874. (2. Aufl. Wilhelm Bracke jr., Braunschweig 1876)
- Unsere Preßzustände. Genossenschaftsbuchdruckerei, Nürnberg 1874.
- Die Revolution zu Mainz 1792 und 1793. Nach Quellen dargestellt. Genossenschaftsbuchdruckerei, Nürnberg 1875.
- A. Titus: Der König von Corsika. Eine romantische Dichtung. Kriebel, Hamburg 1881.
- Die Französische Revolution. Volksthümliche Darstellung der Ereignisse und Zustände in Frankreich von 1789 bis 1804. J. H. W. Dietz, Stuttgart 1888. (2. Aufl. 1890; 3. Aufl. 1906; 4. Aufl. 1910; 5. Aufl. 1920; 6. Aufl. 1921; 7. Aufl. 1922; 8. Aufl. 1923)
  - Francuzskaja revoljucija. Istoriceskii obzor sobytij i obestv. sostojanija vo Francii s 1789–1804 g. Stasjulevi, S.-Peterburg 1895. (In kyrillischer Schrift, russisch)
  - Francuzskaja revoljucija. Istoriceskii obzor sobytij i obestv. sostojanija vo Francii s 1789–1804 g. Perev. G. F. L'vovia. Al'tuler.Izd. 3. S.-Peterburg 1906. (In kyrillischer Schrift, russisch)
- Dr. W. Zimmermanns Großer deutscher Bauernkrieg, hrsg. von Wilhelm Blos. Illustriert von Victor Schivert und O. E. Lau. J. H. W. Dietz, Stuttgart 1891 (Digitalisat)
- Rothenburger Tage. Eine Geschichte aus stürmischer Zeit. Trenkle, Rothenburg ob d. Tauber 1892.
- Das Ende vom Lied. Sozialer Roman. Heinrich Minden, Dresden und Leipzig 1892.
- Die Deutsche Revolution. Geschichte der deutschen Bewegung von 1848 und 1849. Illustriert von Otto E. Lau. J. H. W. Dietz, Stuttgart 1893 Google Digitalisat; (2. Aufl. 1898; 3. Aufl. 1906; 4. Aufl. 1920; 5. Aufl. 1922; 6. Aufl. 1923).
- Philipp Buonarroti: Babeuf und die Verschwörung für die Gleichheit, mit dem durch sie veranlaßten Prozeß und den Belegstucken. Übersetzt und eingeleitete von Anna und Wilhelm Blos. J. H. W. Dietz Nachf., Stuttgart 1909. (= Internationale Bibliothek. 49). Digitalisat (dazu Rezension von Hermann Wendel.[27])
- Denkwürdigkeiten des Generals Franz Sigel aus den Jahren 1848 und 1849. Hrsg. von Wilhelm Blos. Bensheimer, Mannheim 1902. (Digitalisat)
- Der Prinzipienreiter. Eine Geschichte aus dem Jahre 1848. Grübel & Sommerlatte, Leipzig 1902. (Rezension.[28])
- Pater Ambrosius. Charakterbild aus dem fränkischen Bauernkrieg. Eine historische Studie. G. Birk & Co., München 1906. Digitalisat Buchtitel offline (nicht mehr online verfügbar)  (dazu Rezension von Franz Mehring[29])
- Die Geächteten. Sozialpolitischer Roman aus der Zeit des Sozialistengesetzes. Erster Band. Buchhandlung Volksstimme G. Maier & Co., Frankfurt am Main 1907. (Reprint: Union Druckerei und Verlagsanstalt, Frankfurt am Main 1989)
- Badische Revolutionsgeschichten aus den Jahren 1848 und 1849. Verlag der Parteibuchhandlung, Mannheim 1910. (Rezension.[30])
- Die neue Aera. Verlag „Internationale Korrespondenz“ (A. Baumeister), Berlin 1916. MDZ Reader
- Denkwürdigkeiten eines Sozialdemokraten. Digitalisat Zeno.org
  - Erster Band. G. Birk & Co., München 1914.
  - Zweiter Band. G. Birk & Co., München 1919.
- Marx oder Bakunin? Demokratie oder Diktatur? Eine Kampfschrift gegen den Vorläufer des Bolschewismus. Zeitgemäße Neuausgabe der Berichte an die sozialistische Internationale über Michael Bakunin von Karl Marx und Friedrich Engels. Mit einem Geleitwort und Erläuterungen herausgegeben von Wilhelm Blos. Volksverlag für Wirtschaft und Verkehr, Stuttgart 1920. (dazu Rezension von Heinrich Cunow[31])
- Wilhelm Blos, Paul Hahn: Denkwürdigkeiten aus der Umwälzung. Bergers Literarisches Büro und Verlagsanstalt, Stuttgart 1923.
- Von der Monarchie zum Volksstaat. Zur Geschichte der Revolution in Deutschland insbesondere in Württemberg. 2 Bände, Bergers Literarisches Büro u. Verlagsanstalt, Stuttgart 1922–1923 Digitalisat (nur Band 1)
- Florian Geyer. Lebens- und Charakterbild aus dem großen Bauernkrieg. J. H. W. Dietz Nachf., Berlin 1924. (=Die kleine Reihe. Band 3)
- Der Untergang des Frankfurter Parlaments. Societäts-Druckerei, Frankfurt am Main 1924. (=Die Paulskirche. Eine Schriftenfolge 10)

### Aufsätze (Auswahl)
- Newa und Bosporus. In: Hamburg-Altonaer Volksblatt. Nr. 150 vom 16. Dezember 1877.[32]
- W. B.: Wiener Poeten während des Jahres 1848.[33] In: Die neue Zeit. Revue des geistigen und öffentlichen Lebens. 1(1883), Heft 10, S. 465–472. (Digitalisat)
- Florian Geyer. Lebens- und Karakterbild aus dem großen Bauernkrieg.
  - In: Die neue Zeit. Revue des geistigen und öffentlichen Lebens. 4(1886), Heft 2, S. 58–65. (Digitalisat)
  - In: Die neue Zeit. Revue des geistigen und öffentlichen Lebens. 4(1886), Heft 3, S. 108–116. (Digitalisat)
  - In: Die neue Zeit. Revue des geistigen und öffentlichen Lebens. 4(1886), Heft 4, S. 165–174. (Digitalisat)
- Ludwig Börne. Zur Säkularfeier seiner Geburt.
  - Die neue Zeit. Revue des geistigen und öffentlichen Lebens. 4(1886), Heft 6, S. 264–270. (Digitalisat)
  - Die neue Zeit. Revue des geistigen und öffentlichen Lebens. 4(1886), Heft 7, S. 326–333. (Digitalisat)
- Der soziale Roman. Eine kritische Plauderei. Die neue Zeit. Revue des geistigen und öffentlichen Lebens. 4(1886), Heft 9, S. 424–428. (Digitalisat)
- Das Frankfurter Parlament. Eine historisch-kritische Studie
  - Die neue Zeit. Revue des geistigen und öffentlichen Lebens. 5(1887), Heft 1, S. 21–28. (Digitalisat)
  - Die neue Zeit. Revue des geistigen und öffentlichen Lebens. 5(1887), Heft 2, S. 70–78. (Digitalisat)
  - Die neue Zeit. Revue des geistigen und öffentlichen Lebens. 5(1887), Heft 3, S. 114–122. (Digitalisat)
- W. B.: Die Altersversorgung der Arbeiter. Die neue Zeit. Revue des geistigen und öffentlichen Lebens. 5(1887), Heft 5, S. 228–234. (Digitalisat)
- W. B.: Vom alten Becker. Zur Erinnerung an einen Veteranen der Arbeiterbewegung. In: Die neue Zeit. Revue des geistigen und öffentlichen Lebens. 5(1887), Heft 7, S. 298–306. (Digitalisat)
- Aus einer guten alten Zeit. Arbeiter und Arbeiterleben vor vierhundert Jahren.
  - In: Die neue Zeit. Revue des geistigen und öffentlichen Lebens. 5(1887), Heft 10, S. 432–442. (Digitalisat)
  - In: Die neue Zeit. Revue des geistigen und öffentlichen Lebens. 5(1887), Heft 11, S. 493–502. (Digitalisat)
- W. B.: Dunst.[34] Zur Karakteristik unserer modernen deutschen Romanliteratur. In: Die neue Zeit. Revue des geistigen und öffentlichen Lebens. 6(1888), Heft 1, S. 34–41. (Digitalisat)
- W. B.: Meister Timpe. Sozialer Roman von Max Kretzer. (Berlin 1888.). In: Die neue Zeit. Revue des geistigen und öffentlichen Lebens. 6(1888), Heft 12, S. 574–576. (Digitalisat)
- W. B.: Gold und Blut, oder wie kann die gegenwärtige Nothlage des deutschen Nährstandes, insbesondere des Landwirths, des Handwerkers, des Fabrikarbeiters, auf gesetzlichem Wege wieder abgeschafft werden? Rede, am 23. August 1885 in der Tonhalle zu Villingen gehalten von Dr. theol. Herm. Sevin,[35] Professor am Gymnasium in Konstanz. Freiburg, Herder'sche Verlagsbuchhandlung 1885. In: Die neue Zeit. Revue des geistigen und öffentlichen Lebens. 6(1888), Heft 4, S. 187–189. (Digitalisat)
- W. B.: Die Waffen nieder! Eine Lebensgeschichte von Bertha von Suttner. 2 Bände. Dresden und Leipzig, E. Pierson's Verlag. In: Die neue Zeit. Revue des geistigen und öffentlichen Lebens. 8(1890), Heft 3, S. 140–143. (Digitalisat)
- W. B.: Friedrich Stoltze's gesammelte Werke. Frankfurt am Main 1892. Verlag von Heinrich Keller. In: Die neue Zeit. Revue des geistigen und öffentlichen Lebens. 10.1891-92, 2. Bd.(1892), H. 52, S. 822–824. (Digitalisat)
- Ein Hauptquell bürgerlicher Bildung.
  - In: Die neue Zeit. Revue des geistigen und öffentlichen Lebens. 11.1892-93, 1. Band (1893), Heft 20, S. 633–637. (Digitalisat)
  - In: Die neue Zeit. Revue des geistigen und öffentlichen Lebens. 11.1892-93, 1. Band (1893), Heft 22, S. 696–699. (Digitalisat)
- Professoren als Geschichtschreiber. In: Die neue Zeit. Revue des geistigen und öffentlichen Lebens. 11.1892-93, 2. Band (1893), Heft 28, S. 19–23. (Digitalisat)
- W. B.: Eine Klarstellung. In: Die neue Zeit. Revue des geistigen und öffentlichen Lebens. 15.1896-97, 1. Band (1897), Heft 14, S. 439–441. Digitalisat[36]
- Eine deutsche Reichsstadt. In: Die neue Zeit. Revue des geistigen und öffentlichen Lebens. 18.1899-1900, 1. Band (1900), Heft 17, S. 542–546. (Digitalisat)
- Bilder aus Lübecks Vergangenheit. So betitelt sich das schön ausgestattete und ziemlich umfangreiche Werk unseres Parteigenossen Theodor Schwartz, das unlängst im Verlag von Friedrich Meyer & Co. in Lübeck erschienen ist. In: Die neue Zeit. Wochenschrift der deutschen Sozialdemokratie. 24.1905-1906, 1. Band (1906), Heft 13, S. 439–440. (Digitalisat)
- Giuseppe Garibaldi. Zur hundertsten Wiederkehr seines Geburtstags. In: Die neue Zeit. Wochenschrift der deutschen Sozialdemokratie. 25.1906-1907, 2. Band (1907), Heft 39, S. 411–423. (Digitalisat)
- Zur Erinnerung an Wilh. Eichhoff. In: Schwäbische Tagwacht. 29(1909). Nr. 252 vom 29.1Oktober 1909, S. 4.
- Hans Flux: 1911. In: Der Wahre Jacob. Nr. 639 vom 17. Januar 1911, S. 6922. Digitalisat Gedicht
- W. B.: Theodor Schwartz, Hinrich Paternostermaker. Ein dunkles Blatt aus der lübeckischen Geschichte des vierzehnten Jahrhunderts. Lübeck, Friedr. Meyer & Co. 112 Seiten. 60 Pfennig. In: Die neue Zeit. Wochenschrift der deutschen Sozialdemokratie. 31.1912-1913, 2. Bd.(1913), Heft 43, S. 612–613. (Digitalisat)
- W. B.: Aus dem Grabe eines Achtundvierziger-Revolutionärs. Unter diesem Titel präsentiert sich uns heute ein aus dem Verlag von Gohlke in Leipzig kommendes Buch.[37] In: Die neue Zeit. Wochenschrift der deutschen Sozialdemokratie. 32.1913-1914, 1. Band (1914), Heft 25, S. 956–958. (Digitalisat)
- W. B.: Die Flucht des Prinzen von Preußen, nachmaligen Kaisers Wilhelm I. Nach den Aufzeichnungen des Majors O. im Stabe des Prinzen von Preußen. Stuttgart, Greiner & Pfeiffer. In: Die neue Zeit. Wochenschrift der deutschen Sozialdemokratie. 32.1913-1914, 1. Band (1914), Heft 24, S. 916–918. (Digitalisat)
- Die Freiligrath-Legende. In: Die neue Zeit. Wochenschrift der deutschen Sozialdemokratie. 28.1909-1910, 1. Band (1910), Heft 27, S. 904–908. (Digitalisat)
- Der neue russische Staat. In: Die neue Zeit. Wochenschrift der deutschen Sozialdemokratie. 36.1917-1918, 1. Band.(1918), Heft 17, S. 392–397. (Digitalisat)
- Revolutions-Experimente. In: Die neue Zeit. Wochenschrift der deutschen Sozialdemokratie. 36.1917-1918, 1. Band(1918), Heft 24, S. 553–559.Digitalisat
- Zur Marxfeier. In: Sozialistische Monatshefte. Band 24, Heft 8, 1918, Ausg. vom 1. Mai 1918, S. 404–406. (Digitalisat)
- Der Kapp-Putsch. In: Friedrich Ebert und seine Zeit. Ein Gedenkwerk über den ersten Präsidenten der Deutschen Republik. Glass, Charlottenburg 1927, S. 279–302.

### Nachlass
- Johann Heinrich Wilhelm Dietz – Verleger der Sozialdemokraten / Angela Graf – Anhang 2/3: Nachlass Wilhelm Blos. Bundesarchiv / Abteilungen Potsdam: Akten des ehemaligen Zentralen Staatsarchivs der DDR
- Bundesarchiv
- Internationales Institut für Sozialgeschichte Amsterdam. Marx-Engels-Nachlass. (Briefe von Wilhelm Blos an Engels und Marx)
- Russisches Staatliches Archiv für Sozial- und Politikgeschichte, Moskau [RGASPI] (Briefe von Wilhelm Blos an Engels und Marx)